# 埃拉·巴特
埃拉·拉梅什·巴特（Ela Ramesh Bhatt，1933年9月7日—2022年11月2日）是一名印度合作社组织者、活动家和甘地主义者，于1972年创立印度自雇妇女协会 (SEWA)，并从1972年至1996年担任协会总书记，又曾于2015年3月7日至2022年10月19日担任古吉拉特邦巴纳斯塔利大学校监。巴特是一名经过培训的律师，曾参与国际劳工、合作社、妇女和微型金融运动，并赢得了多项国内和国际奖项，包括拉蒙·麦格塞塞奖（1977年）、正确生活方式奖（1984 年）和莲花装勋章。

## 早年生活
巴特出生于印度的艾哈迈达巴德，父亲苏曼特里·巴特是一位律师，母亲瓦纳里·维亚斯积极参与妇女运动，并担任卡玛拉德维·查托帕迪亚创立的全印度妇女会议的秘书。
巴特于家中排行第二（共三姐妹），童年在苏拉特度过，1940年至1948年间，就读于当地公立女子高中，1952年从从苏拉特的M.T.B.大学（南古吉拉特大学）获得英语文学士学位，毕业后进入艾哈迈达巴德的L.A.Shah法学院，1954年获得法学学位，并因在印度教法方面的工作获得金质奖章。

## 职业生涯
巴特最初曾短暂在孟买的SNDT女子大学担任英语教师，后于1955年进入纺织劳工协会 (Textile Labour Association，TLA) 的法律部门，该协会是印度历史最悠久的纺织工人工会，位于艾哈迈达巴德。

### 纺织劳工协会与印度自雇妇女协会
1956 年，埃拉·巴特与拉梅什·巴特（现已去世）结婚。在古吉拉特邦政府工作了一段时间后，埃拉于1968年受TLA邀请担任其妇女部门领导。她前往以色列，在特拉维夫的亚非劳工与合作社研究所学习了三个月，并获得了国际1971年获得劳工和合作社文凭。
在了解到成千上万的纺织女工在其他地方工作以贴补家用，但州法律只保护产业工人，而不保护这些自营职业的妇女的情况后，巴特与时任TLA主席阿尔温德·布赫 (Arvind Buch) 的一起作出承诺，会将自营职业的妇女组织成一个由TLA妇女部门支持的工会。 1972 年，印度自雇妇女协会（Self Employed Women's Association，SEWA) 成立，布赫担任主席，巴特则在1972年至1996年间担任秘书长。

### 元老会：2007–2022
2007年7月18日，纳尔逊·曼德拉、格拉萨·马谢尔和戴斯蒙·屠圖在南非约翰内斯堡召集了一批世界领导人，以汇集智慧、独立领导经验和职业品德，解决世界上一些最棘手的问题。曼德拉在其89岁生日之际发表的讲话中宣布成立新团体元老会。
元老会主席为科菲·安南担任长老会主席，副主席为格罗·哈莱姆·布伦特兰，在全球范围内开展工作。该团体希望优先解决的问题包括以巴冲突、朝鲜半岛问题、苏丹和南苏丹问题、可持续发展问题以及女童和妇女平权问题[。
巴特积极响应了元老会关于妇女和女孩平权的倡议，例如童婚问题。2012年2月，巴特与戴斯蒙·屠圖、格罗·哈莱姆·布伦特兰和玛丽·罗宾逊一起前往印度比哈尔邦，其后一起观摩了一群年轻人主导的旨在防止童婚的项目，并鼓励州政府努力解决这一问题
巴特是一名甘地非暴力主义的实践者，曾于2009年8月和2010年10月随元老会代表团前往中东。
在元老会2010年10月访问加沙后，巴特在为兀老会网站撰写的一篇博客文章中表示，为了反对不公正，非暴力斗争需要做“比战斗更艰苦的工作”，并认为“使用武器的是胆小鬼。”
长老会受理查德·布兰森爵士、吉恩•奥勒旺（维珍联合）、彼得·蓋布瑞爾（彼得··蓋布瑞尔基金会）、凯西·布什金·卡尔文（联合国基金会）、杰里米·科勒和卢利特·所罗门（J.科勒基金会）等捐助者各自独立支持， 前元老会首席执行官玛贝尔王妃如今是“女孩不是新娘：终止童婚问题的全球合作（Girls Not Brides: The Global Partnership to End Child Marriage）”咨询委员会主席的身份担任咨询委员会成员。

## 个人生活
埃拉·巴特于1956年与拉梅什·巴特结婚，育有两个孩子：阿米玛伊(生于1958年)和米希尔(生于1959年)。 她与家人共同在古吉拉特邦的艾哈迈达巴德生活，于2022年11月2日去世，享年89岁。

## 奖项及荣誉
1979年，巴特与埃丝特·奥克卢和迈克拉·沃尔什共同创立的世界妇女银行（Women's World Banking），并于1980年至1998年间担任行长。她还曾担任印度自雇妇女协会合作社银行、HomeNet和国际街头商贩联盟的主席以及WIEGO（Women in Informal Employment: Globalizing and Organizing，非正规就业中的妇女：全球化和组织化，一个全球政策研究网络）董事会成员，此外她也是洛克菲勒基金会的受托人。
巴特于2001年6月获得哈佛大学荣誉人道文学博士学位，2012年获得乔治城大学荣誉人道文学博士学位和比利时布鲁塞尔自由大学荣誉博士学位，还拥有耶鲁大学和纳塔尔大学的荣誉博士学位。
印度政府于1985年授予巴特莲花士勋章，又于1986年授予其莲花装勋章。巴特还于1977年获得拉蒙·麦格塞塞社区领导者奖，以及于1984年获得正確生活方式奖。
凭借为印度贫困妇女争取权利所做的工作，巴特于2010年获得庭野和平奖。
2010年11月，巴特获得全球公正行动会授予的一等奖，由美国国务卿希拉里·克林顿颁发，以表彰其帮助印度超过100万贫困妇女获得尊严及独立地位。
2011年5月27日（拉德克利夫日），巴特被授予著名的拉德克利夫奖章，以表彰她在帮助提高妇女地位方面所做的努力和对社会产生的重大影响。
2011年11月，巴特因通过草根创业赋予妇女权力并取得终生成就而获得2011年度英迪拉·甘地和平奖。
2012年6月，美国国务卿希拉里·克林顿将巴特视为她心目中的“女英雄”之一。

## 著作
巴特的书籍已被翻译成古吉拉特语、乌尔都语、印地语，目前亦正在被翻译成法语和泰米尔语。
- 2006年:《We are poor but so many: the story of self-employed women in India》，牛津大学出版社 ISBN 0-19-516984-0
- 2015年: 《Anubandh : Building Hundred Mile Communities》 （页面存档备份，存于），艾哈迈达巴德新生活出版社ISBN 9788172296759[21]

## 延伸阅读
- 英迪拉·古普塔《印度50名最杰出女性》(ISBN 81-88086-19-3)